# 国際経済学
国際経済学（、英: international economics）は、国家間の経済活動を分析対象とする経済学である。ミクロ分野とマクロ分野に大別される。貿易論が前者であり、前者のみを指して国際経済学と区分する場合もある。近年、独占的競争モデルの貿易論での使用の変種として空間経済学が生まれた。一方、国際金融論、国際マクロ経済学が後者である。

## 貿易論
貿易理論には、比較優位概念を生み出したリカード・モデルの他、ヘクシャー・オリーンの理論(HO理論)、その変種としてのHOV理論、産業内貿易を説明する新貿易理論、異質企業の存在の帰結を分析する新々貿易理論などがある。

## 国際金融論
為替レートの決定理論としては、古典派の絶対購買力平価説、ケインジアンの資産動機選択説(アセットアプローチ)に二分される。マクロ経済学と同様に長期においては前者、短期においては後者が当てはまるとするのが通説である。
購買力平価説によれば、長期的には実物変数の影響が無効であるとすると二国間の貨幣供給量によって、為替の強弱が決まる。
アセットアプローチによれば、金利平価による裁定、すなわち二国間の利子率の高低によって、為替の強弱が決まる。
これらを踏まえたモデルとして、マンデルフレミングモデル、IS-LM-BPモデル、AA-DDモデル（Krugman and Obsfeld, 2004）などがある。
マンデルフレミングモデルでは、小国開放経済、国内外の資産の完全代替性、スポットレートと現在の為替レートが等しいなどといった種々の仮定を置いた上で理論を簡略化している。AA-DDモデルは、アセットアプローチの仮定する外国為替市場、PPPに加え、実物為替レートという概念に着目して、貨幣市場と生産物市場双方の影響を加味して名目為替レートが決定されるとする為替-所得決定モデルである。
以下政策の効果である。
固定相場制での政策効果
外貨との交換比率を固定化する固定相場制の下では、金融政策は効果が弱いが、財政政策は効果が強いとされる。
変動相場制での政策効果
外貨の需給で交換比率が決まる変動相場制の下では、財政政策は効果が弱いが、金融政策は効果が強いとされる。
他の理論として以下のものがある。
二国間の物価差を生産性格差で説明する、バラッサ・サミュエルソン(Balassa-Samuelson)定理がある。
通貨危機のモデルとしては、ポール・クルーグマンの第1世代モデル、第2世代モデルが存在する。
ゲーム理論も国際協調の失敗を説明する上で使用される。

## 学術雑誌
- Journal of International Economics（英語版）
- Journal of International Money and Finance（英語版）
- World Economy（英語版）